# Malexander
Malexander er en by i Boxholms kommun i Östergötlands län, Sverige. Byen, som ligger ved søen Sommen, har en anløbsbro som blandt andet bruges af dampskibet S/S Boxholm II.
Den 28. maj 1999 blev Mordene i Malexander begået.